# Floyd Rose

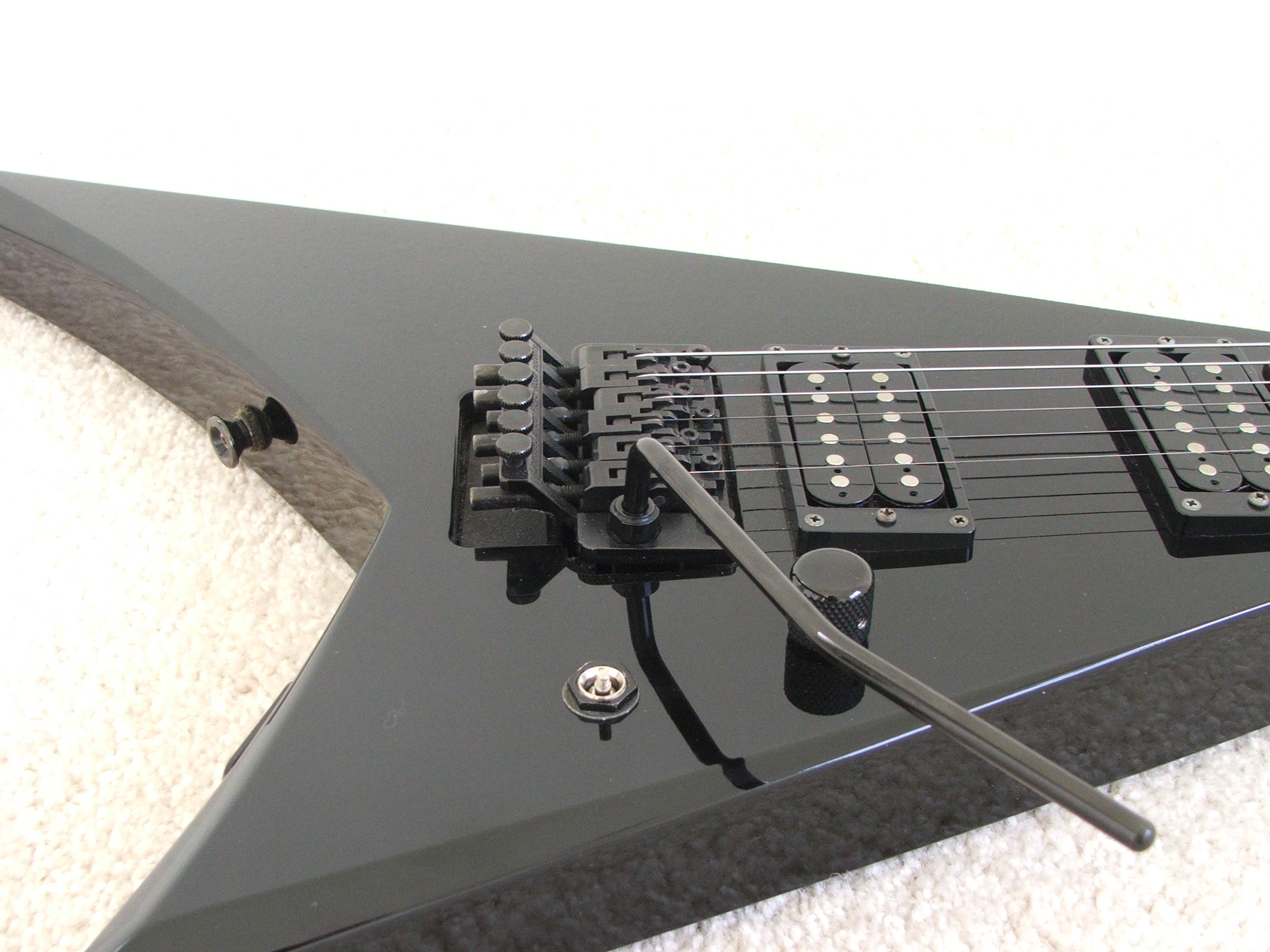
Jackson Randy Rhoads JS20 uit 1999 met Floyd Rose

Een Floyd Rose Vibrato systeem onderscheidt zich van de standaard vibrato door onder andere zijn fijnafstemming, de mogelijkheid tot vrijer bewegen van de tremolo (dat wil zeggen op en neer en niet zoals de Fender-variant alleen neer) en een Speed Locking Mechanism. Dit geeft de gelegenheid om snel snaren te verwisselen door middel van een klemmechanisme in de tremolo zelf. De tremolo is voorzien van een aantal veren aan de achterkant van de gitaar. Net als bij andere vibrato's kan het aantal variëren van 5 tot 2, naargelang de wensen van de gitarist.
De vibrato wordt in de meeste gevallen geïnstalleerd samen met een toplocksysteem. Dit houdt de snaren met een schroefsysteem bovenaan de hals strak, op de plaats waar de topkam normaal zit, zodat de snaren op deze plek niet vrij kunnen bewegen zoals bij een normale topkam. Zo blijft een zuivere stemming een feit, ook bij flinke bewegingen van de vibrato-arm.

Het stemsysteem is daarmee verplaatst naar de vibratobrug zelf. De snaren worden op de normale wijze gespannen en op toonhoogte gestemd. Vervolgens wordt de toplock vastgezet. Met de fijnstemmers op de tremolo kan worden bijgestemd.
Het nieuwste systeem van Floyd Rose maakt gebruik van speciale snaren. Deze zijn op maat gemaakt en hebben boven en onder een "blokje" ijzer waarmee de snaar in de brug en in de topkam haakt. Via een aantal eenvoudige handelingen is de snaar op stemming te brengen.
De Floyd Rose vibrato wordt veel gebruikt op zogenaamde "superstrats" van onder andere Ibanez- en Jackson, maar is in een goedkopere versie ook terug te vinden op budgetgitaren. Vaak zijn deze gitaren ontworpen voor metalgitaristen.